# Bim Bum Bam/Nel castello cosa c'è
Bim Bum Bam/Nel castello cosa c'è  è un singolo discografico del Piccolo Coro dell'Antoniano pubblicato nel 1983. 

## Descrizione
Il brano Bim Bum Bam era la sesta sigla del programma televisivo Bim bum bam, scritto da Luciano Beretta su musica e arrangiamento di Augusto Martelli. Nel castello cosa c'è è un brano musicale scritto da Sessa Vitale su musica e arrangiamento di Augusto Martelli. Il brano è un indovinello cantato che svela nel finale la soluzione.
Entrambi i brani sono stati inseriti nella compilation "Fivelandia" e in altre raccolte.

## Tracce
Lato A
- Bim Bum Bam - (Luciano Beretta-Augusto Martelli)

Lato B
- Nel castello cosa c'è - (Sessa Vitale-Augusto Martelli)

## Musicisti
- Orchestra di Augusto Martelli – Esecuzione

- Enzo Maffioni – Registrazione base allo Studio Region, Milano
- Tonino Paolillo – Registrazione base al Mondial Sound Studio, Milano
- Giancarlo Otti – Registrazione e mixaggio voci allo Studio Antoniano, Bologna